# Margaret Jacobsohn
Margaret Jacobsohn   (Pretòria, segle XX) és una escriptora, doctora en antropologia, ecologista i defensora del medi ambient namíba.

## Biografia
Margaret Jacobsohn treballa en ONG per a la gestió dels recursos naturals a Namíbia. Va ser cofundadora de l' Integrated Rural Development and Nature Conservation (IRDNC) i és mentora de Conservancy Safaris Namibia. Va ser durant els seus estudis d'antropologia quan va descobrir Namíbia.
Des de 1983, al nord-est de Namíbia, amb Garth Owen-Smith (ecologiste namibià i sud-africà), lluita contra la caça il·legal i endèmica, que ha delmat espècies com el rinoceront negre i els elefants del desert, i ha fet campanya pel desenvolupament econòmic i social de les poblacions locals. Com a conseqüència de les seves accions, la caça furtiva es controlada de millor manera i els guardians de caça són nomenats per les comunitats rurals. Altres recursos naturals, com les palmeres, els joncs o la palla, plantes de tintura (planta medicinal) i nenúfars (planta aquática), són monitoritzats,.
Es va interessar pel poble seminòmada himba, a qui va dedicar un llibre el 2003, Himba, nòmades de Namíbia. Són un dels pocs grups africans que utilitzen l'ocre vermell (argile ocre vermellosa) per cobrir completament el seu cos, un costum anomenat otjize. Els Himba pertanyien originàriament al grup Herero.
El 1996, el govern de Namíbia va aprovar la Llei de conservació dels comuns, que permet a les comunitats rurals que viuen en terres de propietat estatal gestionar i beneficiar-se de la vida salvatge, de la mateixa manera que els agricultors de les granges privades.

## Premis i honors
- 1993 : Premi Goldman per al Medi Ambient amb Garth Owen-Smith[5]
- 1994 : Citat a la llista World 500.[6]
- 2015 : Premi Prince William[7]

## Publicacions
- Himba, nòmades de Namíbia, fotografies de Peter i Beverly Pickford, text de Margaret Jacobsohn, 2003